# Vilhenabates hyalinus
Vilhenabates hyalinus är en kvalsterart som beskrevs av Tseng 1984. Vilhenabates hyalinus ingår i släktet Vilhenabates och familjen Protoribatidae. Inga underarter finns listade i Catalogue of Life.